# معصوم‌بیگ صفوی

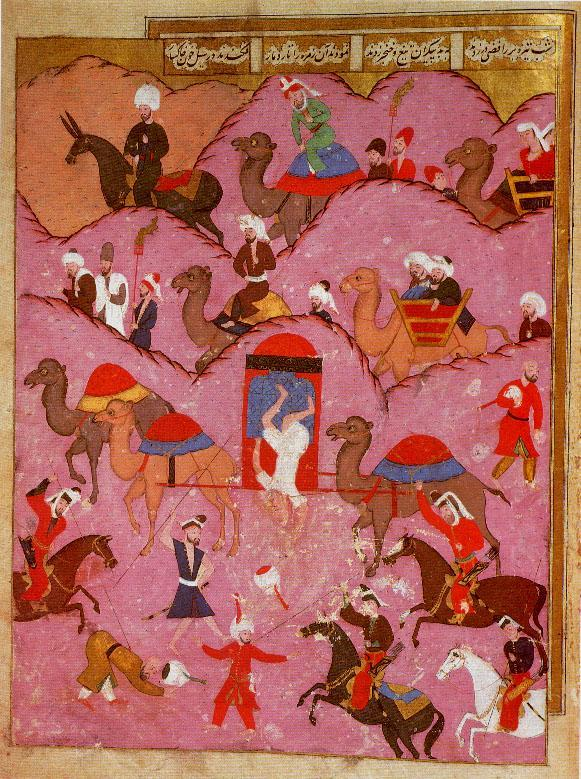
کشته شدن فرستاده شاه طهماسب به حجاز توسط بدوی ها در حجاز

معصوم بیک صفوی اعتماد الدوله، سیاستمدار دوره طهماسب صفوی است. وی شانزده سال وکالت وی را بر عهده و لقب وزارت داشت. وی پس از سرکشی‌های اسماعیل میرزا وی را به دستور شاه در قلعه قهقهه زندانی می‌کند. وی خصومت زیادی با اسماعیل میرزا داشت. وی از مربیان حیدرمیرزا بود و در درگیری‌های جانشینی شاه طهماسب یکم از طرفداران پادشاهی وی محسوب می‌شد.
وی پس از سرکوب خان احمدخان گیلانی، در ۹۷۵ به همراه برخی دیگر از امرا برای حج عازم مکه شد و نماینده شاه طهماسب در حجاز بود. پس از محرم شدن به دست بدوی ها به قتل رسید.